# Truskavets
Truskavets (em ucraniano:  Трускавець; em polonês/polaco:  Truskawiec; em iídiche:  טרוסקעוויץ Truskevitz) é uma cidade da Ucrânia, situada no Oblast de Leópolis. Tem 8 km² de área e sua população em 2020 foi estimada em 28.647 habitantes.